# 新疆生产建设兵团第三师东风农场
新疆生产建设兵团第三师东风农场是中华人民共和国新疆生产建设兵团第三师下辖的一个农场，与新疆维吾尔自治区图木舒克市东风镇实行“团镇合一”的管理体制。东风镇于2022年12月27日被批准设立。

## 行政区划
新疆生产建设兵团第三师东风农场下辖以下单位：
场部、一连和二连。